# Paternò Castello (famiglia)
I Paternò Castello sono uno dei rami della famiglia nobile siciliana dei Paternò, molto potente e influente in Sicilia orientale, in modo particolare a Catania. Tra il XVII e il XVIII secolo, acquisirono il possesso di titoli e feudi, e diedero origine a sei rami, due principeschi (Biscari e Valsavoia), due ducali (Carcaci e Paternò Castello Guttadauro), uno marchionale (San Giuliano), e due baronali (Bicocca e Sant'Alessio).

## Storia
|                             |                             |                            |                            | | |                                     |                                     |                                                             |                                                             |
|                             |                             |                            |                            | Angelo Francesco Paternò barone di Aragona, di Cuba e di Sparagogna capostipite =                                                               | |                                     |                                     |                                                             |                                                             |
|                             |                             |                            |                            | | |                                     |                                     |                                                             |                                                             |
|                             |                             |                            |                            | | |                                     |                                     |                                                             |                                                             |
|                             |                             |                            | Orazio barone di Biscari   | Orazio barone di Biscari | Camillo | Camillo                             |                                     |                                                             |                                                             |
|                             |                             |                            |                            | | |                                     |                                     |                                                             |                                                             |
|                             |                             |                            |                            | | |                                     |                                     |                                                             |                                                             |
| Francesco barone di Biscari | Francesco barone di Biscari | Vincenzo barone di Biscari | Vincenzo barone di Biscari | Agatino principe di Biscari | Agatino principe di Biscari |                                     | Antonino                            | Antonino                                                    |                                                             |
|                             |                             |                            |                            | | |                                     |                                     |                                                             |                                                             |
|                             |                             |                            |                            | | |                                     |                                     |                                                             |                                                             |
|                             |                             |                            |                            | Rami dei Principi di Biscari, dei Duchi di Carcaci, dei Baroni di Sant'Alessio, dei Baroni di Bicocca e dei Duchi Paternò Castello Guttadauro · | Rami dei Principi di Biscari, dei Duchi di Carcaci, dei Baroni di Sant'Alessio, dei Baroni di Bicocca e dei Duchi Paternò Castello Guttadauro · | Orazio barone di Gallizzi           | Orazio barone di Gallizzi           | Tommaso                                                     | Tommaso                                                     |
|                             |                             |                            |                            | | |                                     |                                     |                                                             |                                                             |
|                             |                             |                            |                            | | |                                     |                                     |                                                             |                                                             |
|                             |                             |                            |                            | | | Ramo dei Marchesi di San Giuliano · | Ramo dei Marchesi di San Giuliano · | Ramo dei Principi di Valsavoia (Moncada Paternò Castello) · | Ramo dei Principi di Valsavoia (Moncada Paternò Castello) · |

Linee primigenie semplificate dei Paternò Castello (in linea maschile)
Angelo Francesco Paternò e Paternò, IV barone di Aragona, di Cuba e di Sparagogna, senatore di Catania nel 1564-65, 1568-69, 1571-72, 1579-80, 1580-81, 1582-83, 1587-88, sposò nel 1553 la nobildonna Francesca Castello Abbatelli, figlia di Vincenzo, barone di Biscari.  Dall'unione nacquero Orazio e Camillo, e il loro primogenito nel 1578, per la morte prematura e senza eredi dello zio materno Ferrante Castello Guerreri, ereditò le baronie di Biscari,  dei Solazzi di Salamone, dei Solazzi di Troina, dei Supplementi di Trapani e Sciacca - feudi entrati così in dote ai Paternò - e si originò la linea dei Paternò Castello, poiché il medesimo Orazio assunse come secondo cognome quello materno, che verrà perpetuato ai discendenti.
Investito dei titoli di decimo barone di Biscari e quinto barone di Aragona, di Cuba e di Sparagogna, il 4 novembre 1573, 6 ottobre 1580 e 4 settembre 1600, Orazio Paternò Castello († 1614) fu patrizio di Catania nel 1606-07, 1609-10, 1612-13. Sposato con Digna La Valle Statella, figlia di Vincenzo, barone di Crucifia, ebbe numerosi figli, tra cui Francesco e Vincenzo († 1618), che gli succedettero: morto il primo senza eredi, il secondo sposò nel 1611 la nobildonna Maria La Restia Iurato, figlia di Giulio, barone di San Filippo di Ragusa e di Donna Giovanna Margherita Iurato, baronessa di San Fiippo, da cui ebbe quattro figli. Il Barone di Biscari morì prematuramente così come i suoi tre figli maschi, e rimase soltanto la figlia femmina Maria, che nel 1623, a soli undici anni, sposò lo zio Agatino Paternò Castello (1594-1675). Da detto matrimonio nacquero tredici figli, e i Paternò Castello poterono così mantenere il loro possesso della baronia di Biscari.
I Paternò Castello si stabilirono nella città di Catania, nella quale occuparono le cariche più importanti in ambito politico, giuridico e militare, e vi esercitarono notevole influenza in molti periodi della sua storia.

## Rami

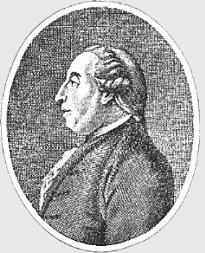
Ignazio Paternò Castello, V principe di Biscari (1790-1857)

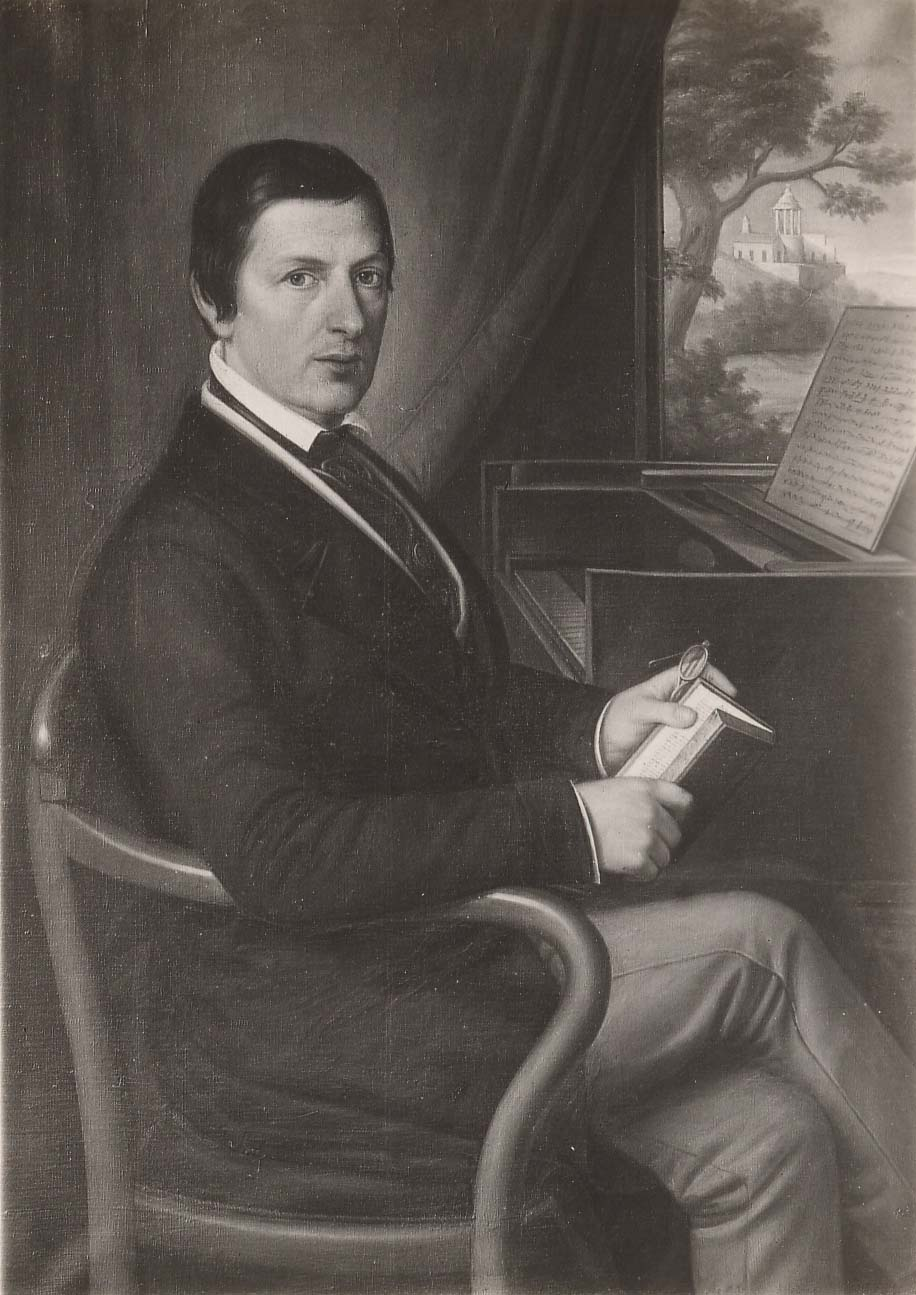
Roberto Paternò Castello, VIII principe di Biscari (1790-1857) ritratto da Giuseppe Gandolfo

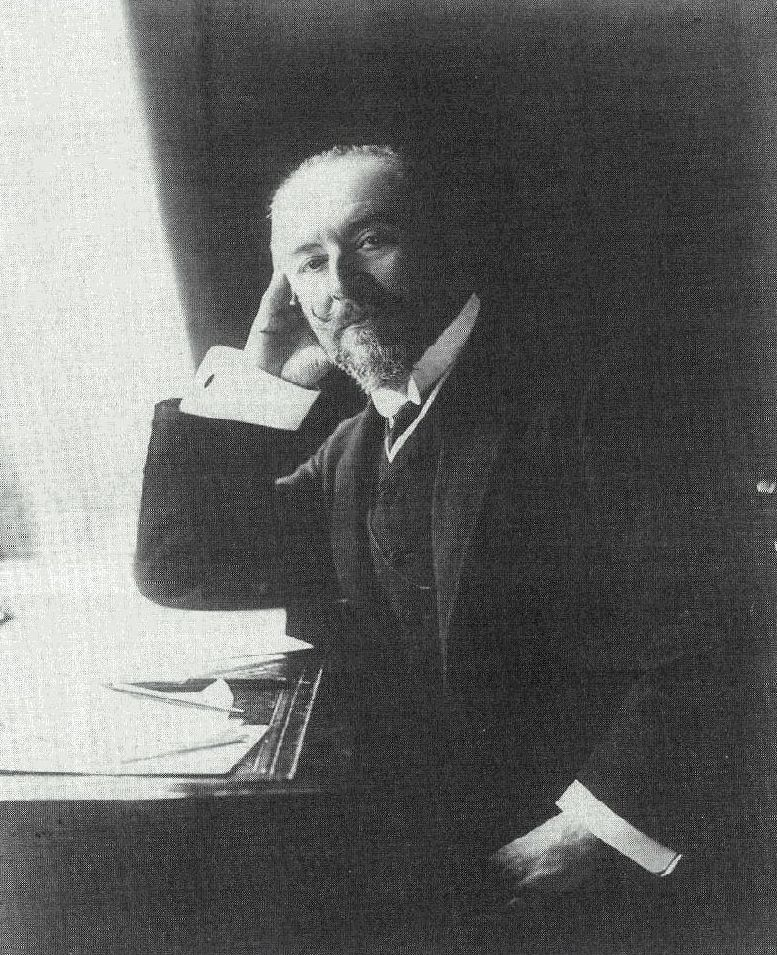
Antonino Paternò Castello, VI marchese di San Giuliano (1852-1914), ministro degli Esteri del Regno d'Italia

I Paternò Castello, dopo due generazioni si suddivisero in due rami, quello dei Principi di Biscari originatosi nel 1633 e derivato da Agatino Paternò Castello La Valle, figlio di Orazio, X barone di Biscari, e quello dei Baroni di Gallizzi, originatosi nel 1644 e derivato dal fratello minore Antonino (1599-1659). Dal ramo dei Principi di Biscari derivarono a loro volta le linee dei Baroni di Sant'Alessio (1719), dei Duchi di Carcaci (1725), dei Baroni di Bicocca (1750) e dei Duchi Paternò Castello Guttadauro (1881), e dal ramo dei Baroni di Gallizzi derivarono le linee dei Principi di Valsavoia (Moncada Paternò Castello, 1707) e dei Marchesi di San Giuliano (1720).
Principi di Biscari
(Epigrafe di Mario Rapisardi)
Agatino Paternò Castello, XIII barone di Biscari, con privilegio dato il 21 giugno 1633 dal re Filippo IV di Spagna, escecutoriato il 26 agosto, fu investito del titolo di "I principe di Biscari". Suo successore fu il primogenito Vincenzo (1630-1675), che morto prematuramente poco dopo il padre, non riuscì ad ottenere l'investitura del titolo. Fu sposato con Felicia Gravina Cruyllas, figlia di Ignazio, X principe di Palagonia, da cui ebbe per figlio Ignazio, che gli succedette nei titoli e nei feudi, di cui ricevette investitura il 15 febbraio 1676. Ignazio Paternò Castello Gravina (1671-1700), III principe di Biscari, sposò Eleonora Paternò e Tornabene, figlia di Giacinto, barone di Recalcaccia e Spinagallo, ereditiera di detti beni. Dal matrimonio nacque un solo figlio, Vincenzo (1685 - 1749), IV principe di Biscari per investitura del 20 settembre 1700, che sposò Anna Maria Scammacca Bonajuto, figlia di Arcaloro barone della Bruca e Cresciunà, ed acquistò i feudi di Baldi, Bidani, Imbaccari e Mirabella, di cui ebbe investitura il 24 aprile 1725, 27 luglio 1735 e 16 settembre 1737.
Tra i figli di Vincenzo Paternò Castello Paternò, vi furono Ignazio (1719-1786), che gli succedette nel titolo di principe di Biscari e negli altri titoli. Ultimo feudatario fu Vincenzo Paternò Castello Morso (1743-1813), VI principe di Biscari,  che fu gentiluomo di camera del re nel 1797.
Principi di Valsavoia (Moncada Paternò Castello)
Il ramo ebbe origine sul finire del XVII secolo dai discendenti di Tommaso Paternò Castello Grimaldi, figlio di Antonino dei Baroni di Gallizzi, che sposò Margherita Moncada dei Baroni della Ferla, da cui ebbe i figli Antonio e Francesco. Il cognato Pietro Moncada, regio cavaliere, ultimo discendente maschio di questo ramo della famiglia Moncada, poiché privo di eredi legittimi, per testamento pubblicato dopo la sua morte il 19 dicembre 1703, nominò erede il pronipote Gaspare Paternò Castello Arezzo dei Baroni di Gallizzi († 1720 ca.), figlio di Antonio, a patto che il medesimo assumesse nome ed arma di Casa Moncada.
Detto Gaspare, regio cavaliere e acatapano nobile di Catania nel 1701, ottenne decreto viceregio per l'adozione del nome Moncada Paternò Castello, dato il 5 luglio 1707; questo decreto fu presentato al Senato di Catania che l'approvò il 16 aprile 1707 e fu registrato nella Mastra Nobile della città etnea, il 25 aprile 1708. Sposato con Maria Tedeschi Scammacca, figlia di Francesco, fu padre di due figli, di cui Pietro, senatore di Catania nel 1750. Detto Pietro, sposato con Remigia Scammacca dei baroni della Bruca, fu padre di Francesco (1732-?), governatore dell'Arciconfraternita dei Bianchi di Catania, che sposò Innocenza Perremuto Tedeschi, figlia di Paolo, regio castellano e barone di Biscottello.  Da questa unione nacquero i figli, Pietro, Paolo e Camillo. Il più giovane dei tre, Camillo Moncada Paternò Castello Perremuto (1770-1850), fu dottore in legge, docente universitario, Regio fisco dell'Università di Catania e senatore di Catania.
Pietro Moncada Paternò Castello Perremuto, primogenito di Francesco, fu governatore dell'Arciconfraternita dei Bianchi, e nel 1785 sposò la nobildonna Isabella Gravina Cruyllas Paternò, figlia di Carlo, principe di Valsavoia, da cui ebbe Francesco (1786-1817). Quest'ultimo, sposato con Giuseppina Tedeschi, figlia di Paolo, barone di Villallegra, ebbe tre figli, Pietro, Innocenza e Paolo. Di questi, il più giovane, Paolo Moncada Paternò Castello Tedeschi (1807-1894), ereditò dal cugino Giuseppe Gravina Cruyllas, V principe di Valsavoia, morto nel 1889 senza discendenti, i titoli di Principe di Valsavoia, di Barone di Armiggi e del Cugno Mazzano, relativi a feudi appartenuti ai Gravina situati nel territorio di Lentini, come successore nel grado, cui a sua volta spettava per essere nipote di sua nonna Isabella Gravina y Cruyllas. Sposato con Remigia Crescimanno Perremuto, figlia di Paolo, duca di Albafiorita, fu padre di quattro figli, di cui l'unico maschio fu Francesco. Francesco Moncada Paternò Castello Crescimanno, VII principe di Valsavoia (1855-1928), con Regie Lettere Patenti del 15 febbraio 1906, ottenne il riconoscimento legale dei titoli nobiliari ereditati dal padre Paolo, dalla legislazione del Regno d'Italia.
Pietro Moncada Paternò Castello Tedeschi (1802-1886), figlio di Francesco dei baroni di Gallizzi, e fratello maggiore del Principe Paolo, nel 1819 sposò Anna Paternò Castello, figlia di Vincenzo, VI principe di Biscari, ed attraverso questo matrimonio acquisì in dote la baronia di Sigona, il castello di Biscari e parte della dimora di famiglia. Dall'unione nacquero sei figli, di cui il maggiore fu Francesco (1821-1892), fu patrizio di Catania nel 1858, membro del Collegio Decurionale e ricoprì la carica di governatore della Nobile Arciconfraternita dei Bianchi nel 1862. Altro figlio di Pietro fu Vincenzo (1825-1903), che dal suo matrimonio con Giuseppina Tudisco ebbe cinque figli; il maggiore di questi, Pietro Moncada Paternò Castello Tudisco (1893-1974), succedette nel titolo di Principe di Valsavoia e negli altri titoli collegati, a Francesco Moncada Paternò Castello Crescimanno, VII principe di Valsavoia, morto celibe e senza discendenti. Detto Principe Pietro, è stato imprenditore nelle miniere di zolfo e in agricoltura, e fu insignito nel 1942 della medaglia al Merito Rurale dal Ministro per l'Agricoltura e le Foreste per conto del re Vittorio Emanuele III. Da Pietro, VIII principe di Valsavoia, e dal di lui fratello minore Carmelo (1898-1964), discendono i membri contemporanei della famiglia.
Duchi di Carcaci
Da Giacinto Paternò Castello († 1693), figlio secondogenito di Agatino, I principe di Biscari, derivarono i rami dei baroni di Bicocca e dei duchi di Carcaci. Il figlio di questi, Vincenzo (1678-1767), avuto dalla moglie Anna Paternò, figlia di Vincenzo barone di Raddusa, acquistò il titolo di duca di Giovanpaolo dai Marullo, che con privilegio dato il 17 marzo 1725, ed esecutoriato il 24 luglio, fece commutare in quello di duca di Carcaci. Vincenzo Paternò Castello, I duca di Carcaci, fu senatore di Catania, ambasciatore del Senato di Catania presso il re Vittorio Amedeo II di Savoia, e vicario generale del Regno di Sicilia nel 1743. Ebbe robusta discendenza attraverso i due matrimoni con Anna Maria Paternò Trigona, figlia di Francesco barone di Raddusa, e la nobile Prudenzia Amico Massa.
Uno dei figli, Mario Concetto Paternò Castello Trigona (1700-1781), II duca di Carcaci, investito dei titoli e feudi paterni il 1º marzo 1768, fu capitano di giustizia di Catania nel 1737-38 e patrizio di detta città nel 1741-42. Sposato con Caterina Rizzari dei duchi di Tremestieri, ebbe tredici figli, tra cui Giuseppe Vincenzo (1728-1817), che fu sindaco di Catania nel 1765, patrizio nel 1768, e capitano di giustizia nel 1770, divenuto III duca di Carcaci e possessore degli altri titoli collegati, dopo la morte del padre per investitura ottenuta il 26 settembre 1781.
Membro importante di questo ramo fu Ernesto Paternò Castello di Carcaci che fu luogotenente generale del Sovrano Militare Ordine di Malta tra 1955 e 1962 (durante una lunga vacanza del titolo di Gran Maestro) e ne difese la sovranità in un periodo difficile per la storia dell'Ordine.
Duchi Paternò Castello Guttadauro
Il più "moderno" dei rami dei Paternò Castello per formazione, ebbe origine con il nobile Enrico Paternò Castello Guttadauro, che con privilegio reale del 21 giugno 1881 ottenne il titolo di duca, trasmissibile ai discendenti. Egli era figlio di Giovanni Paternò Castello San Martino, nobile dei duchi di Carcaci, e di Eleonora Guttadauro dei principi di Emanuel e di Reburdone, di cui era l'ultima discendente.
Marchesi di San Giuliano
Il ramo deriva da un Orazio Paternò Castello Asmundo, IV barone di Gallizzi, che ereditò per via materna la baronia di San Giuliano, situata nel territorio di Villasmundo, su cui ottenne investitura del titolo di marchese il 23 dicembre 1720. Fu capitano di giustizia di Catania nel 1732-33, e patrizio della città nel 1738-39.
Possessori anche del titolo di Marchese di Capizzi, tra i membri più illustri di questo ramo si ricordano Benedetto Orazio Paternò Castello, V marchese di San Giuliano (1810-1885), patriota e politico, ed il figlio di questi Antonino (1852-1914), anch'egli politico come sindaco di Catania e ministro del Regno d'Italia, e diplomatico.
Baroni di Bicocca
Agatino Paternò Castello, I principe di Biscari, acquistò il feudo di Bicocca, della cui baronia ebbe investitura il 22 gennaio 1668. Michele Paternò Castello Trigona, figlio di Vincenzo, I duca di Carcaci, fu investito del titolo di barone di Bicocca il 20 febbraio 1750, per donazione fattagli dal padre, e diede origine ad un nuovo ramo staccatosi da quello dei duchi di Carcaci.
Baroni di Sant'Alessio
Il castello e la terra di Sant'Alessio, appartenuti agli Alagona e ai Romeo, pervennero al casato per mezzo di Diego Paternò Castello, acatapano nobile di Catania nel 1743-44, collaterale dei duchi di Carcaci, che il 28 marzo 1719 ebbe investitura del titolo di barone di detto feudo.
Il titolo venne revocato a Pietro Paternò Castello con decreto del 20 aprile 1900 che lo riconobbe a Giovanni Impellizzeri.

## Armi

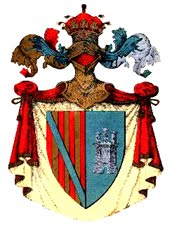
Stemma del ramo Paternò Castello

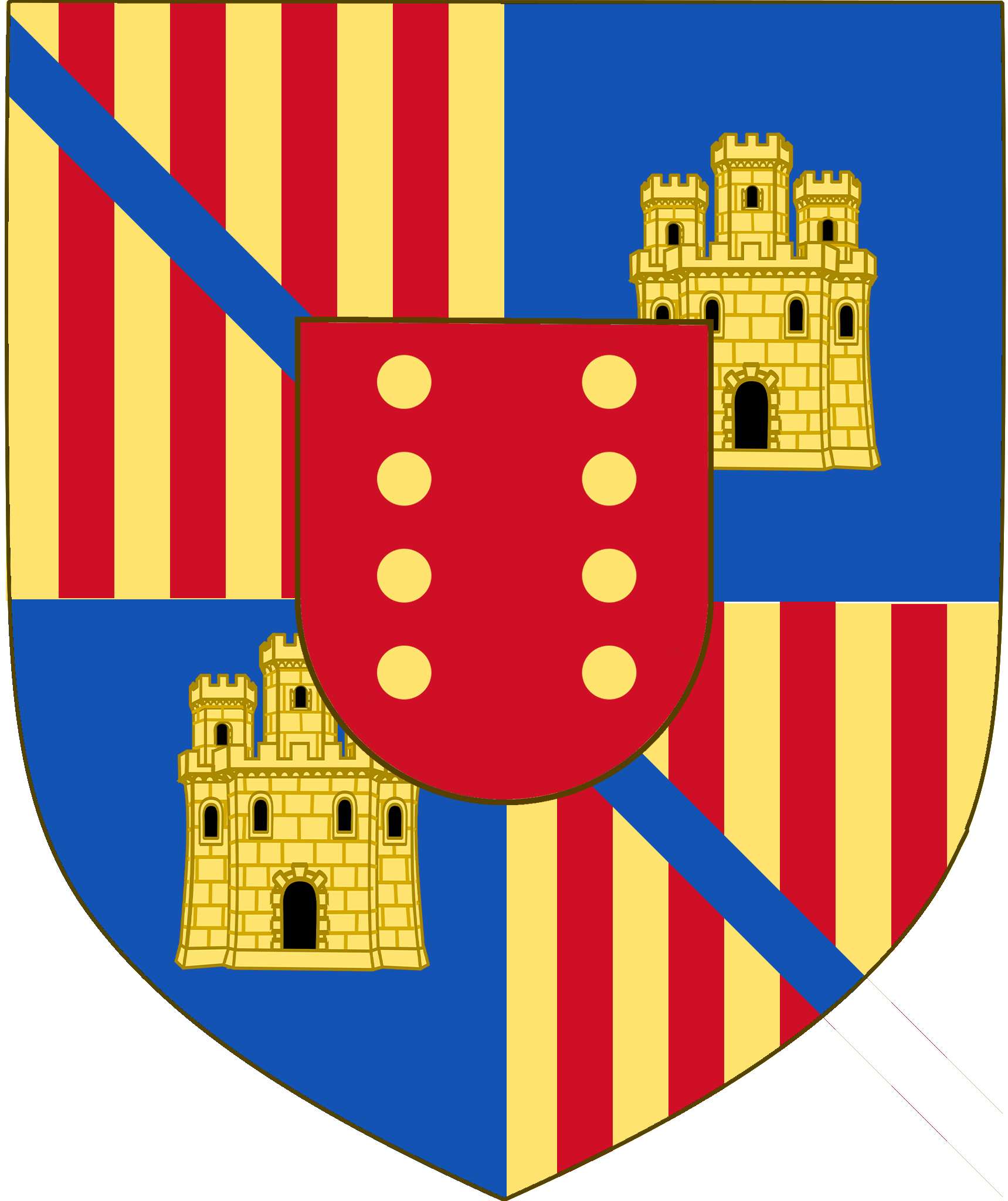
Arma dei Moncada Paternò Castello

- Paternò Castello dei principi di Biscari: partito: nel 1° d'oro, a quattro pali di rosso, alla banda d'azzurro attraversante (Paternò); nel 2° d'azzurro, al castello di tre torri d'oro (Castello).[30]
- Moncada Paternò Castello dei principi di Valsavoia: inquartato: nel 1° e 4°, a quattro pali di rosso, alla banda d'azzurro attraversante (Paternò); nel 2° e 3°, d'azzurro, al castello di tre torri d'oro (Castello); sopra il tutto: di rosso a otto bisanti d'oro, due su due (Moncada).[31]
- Paternò Castello dei duchi di Carcaci e dei marchesi di San Giuliano:  partito: nel 1° d'oro, a quattro pali di rosso, alla banda d'azzurro attraversante (Paternò); nel 2° d'azzurro al castello d'oro torricellato di tre pezzi (Castello).[30]
- Paternò Castello dei duchi Paternò Castello Guttadauro:  inquartato: nel 1° d'oro, a quattro pali di rosso, alla banda d'azzurro attraversante (Paternò); nel 2° d'azzurro, al castello di tre torri d'oro (Castello); nel 3° di azzurro, a tre sbarre accompagnate da sei bisanti disposti 3 e 2 fra le sbarre e uno nell'angolo sinistro della punta, il tutto d'oro (Guttadauro).[30]